# Bianca Bonelli
Bianca Bonelli, artiestennaam van Bianca Pikaar (2 januari 1963), is een Nederlands zangeres uit Voorschoten. In 1984 bracht ze het italodisco-nummer Je veux l'amour (Follow me) uit op een single. Voor het nummer kwam ze ook met een videoclip.
Van 1984 tot ca. 1985/88 vormde ze met Peter Slaghuis de italodisco/spacedisco-formatie Video Kids. Hun eerste single Woodpeckers from space was een internationale hit en het album The invasion of the Spacepeckers werd meer dan een miljoen maal verkocht. Voor hun internationale succes werden ze in 1985 bekroond met de Conamus Exportprijs. Er verschenen daarna nog drie singles en een elpee. Verder succes bleef echter uit en daarna gingen ze weer uit elkaar.

## Discografie
Voor de discografie met Video Kids, zie Video Kids#Discografie

### Single
- 1984: Je veux l'amour (Follow me)